# Joseph Raz

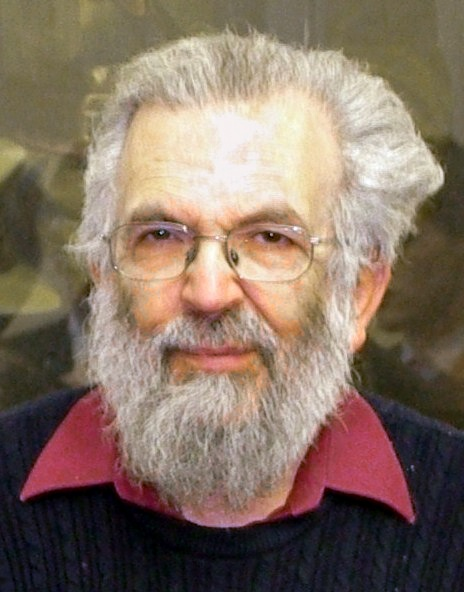
Joseph Raz (2009).

Joseph Raz, född 21 mars 1939 i Haifa i Brittiska Palestinamandatet, död 2 maj 2022 i London, var en israelisk jurist och filosof verksam i England.
Efter att ha studerat juridik vid Hebreiska universitetet i Jerusalem tog Joseph Raz examen 1963. Han studerade därefter vid Balliol College vid Oxfords universitet och avlade doktorsexamen 1967. Raz anställdes sedan som professor i rättsfilosofi, och var senare verksam som professor emeritus (fellow) vid Balliol College. Han har också varit gästlärare vid Columbia University Law School i New York.
Raz har belönats med flera priser och betraktas som en inflytelserik filosof inom ämnen som rättsfilosofi, politisk filosofi, moralfilosofi och etik. Raz är också känd för att vara en anhängare av rättspositivismen.